# Calaminus hokkaidensis
Calaminus hokkaidensis là một loài tò vò trong họ Ichneumonidae.